# Garatge
|  | No s'ha de confondre amb Taller mecànic. |

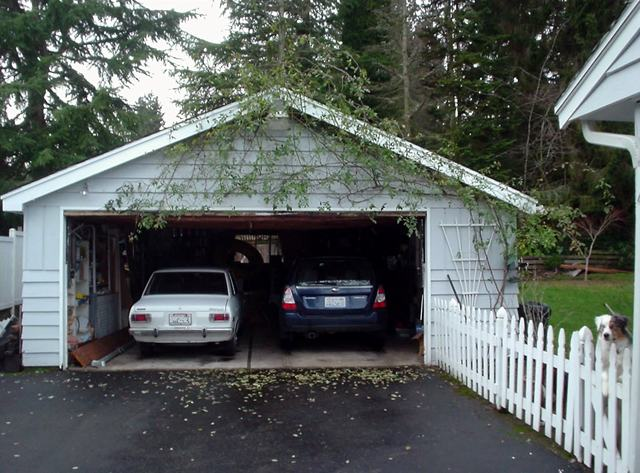
Garatge per dos cotxes d'una casa en zona residencial

Un  garatge o cotxera és un espai cobert i tancat amb clau, per a guardar-hi els vehicles. A un habitatge unifamiliar dins de població o a una zona residencial se sol fer una distribució de la casa o dels xalets de manera que hi hagi un local per guardar vehicles o per emmagatzemar altres estris.
Alguns garatges tenen un mecanisme elèctric per obrir o tancar automàticament la porta del garatge quan el propietari prem un botó d'un petit comandament a distància, juntament amb un detector que atura el moviment del garatge si alguna cosa impedeix tancar-se. Alguns garatges tenen prou espai, fins i tot amb cotxes a dins, per emmagatzemar articles com ara bicicletes o una tallagespa; en alguns casos, fins i tot hi pot haver prou espai per a un taller o una zona d'esbarjo. Els garatges adossats a una casa es poden construir amb els mateixos materials exteriors i coberta que la casa. Els garatges que no estan connectats a la casa poden utilitzar un estil de construcció diferent del de la casa. Sovint, al sud i a les zones rurals dels Estats Units, els garatges que no estan adossats a la casa i que estan fets d'una estructura de fusta amb recobriments de xapa metàl·lica es coneixen com a "graners de pals", però solen tenir la mateixa finalitat que el que s'anomena garatge en altres llocs. En alguns llocs, el terme s'utilitza com a sinònim de "coberta", tot i que aquest terme normalment descriu una estructura que, tot i tenir una teulada, no està completament tancada. Un aparcament protegeix el vehicle en certa manera de les inclemències del temps, però no el protegeix del robatori o del vandalisme.

## Història

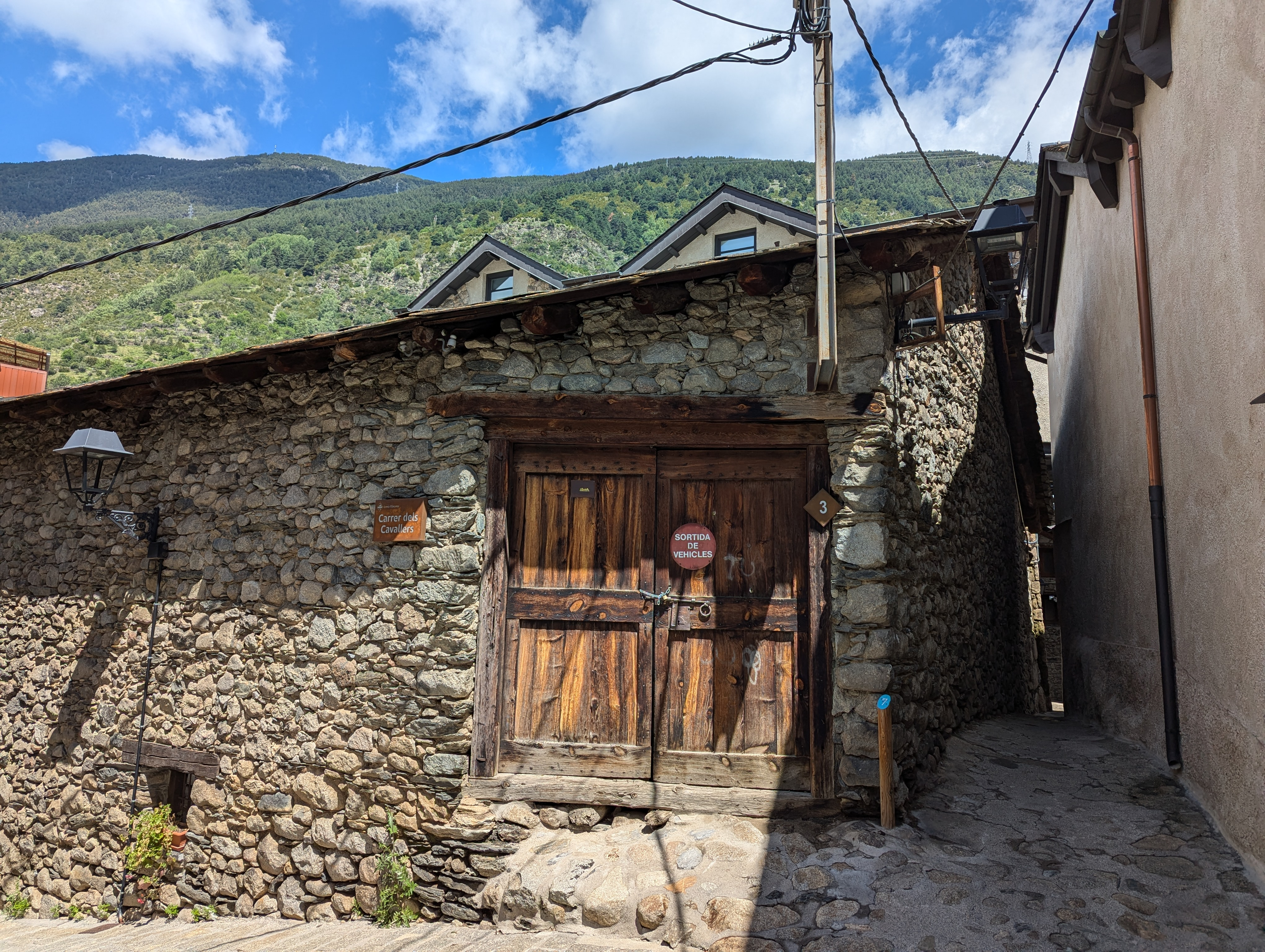
Garatge a Encamp, Andorra

Els primers garatges privats planificats van aparèixer molt abans de 1900 i ho van fer a la vegada que els primers exemples de garatges públics planificats. El primer aparcament públic registrat als Estats Units d'Amèrica (Electric Vehicle Company Garage, Chicago) es va construir el 1898, al Regne Unit (Christal Palace Garage, Londres) el 1900 i a Alemanya (Großgarage der Automüller G.m.b.H., Berlín-Wilmersdorf) el 1901. Els primers automatismes via radio per a portes de garatge van ser inventats i desenvolupats per dos inventors nord-americans en la dècada de 1930 al mateix temps, un a Illinois i l'altre a l'estat de Washington, i eren desconeguts l'un per l'altre.
Si bé el guardat i protecció de l'automòbil va ser necessari des del començament, va ser només amb la seva popularització que es va donar a partir de la dècada de 1930 que el garatge residencial va fer la seva aparició com a tal. Al principi s'utilitzaven per a aquest fi espais ja existents, i d'ús equivalent, com les cotxeres i les cavallerisses, les quals eren presents a les antigues residències de les classes acomodades. Com és lògic, aquests sectors van ser els primers posseïdors dels automòbils.
Els habitatges posteriors, en canvi, van canviar la tipologia arquitectònica per incloure aquest espai des de l'origen. Segons la grandària del terreny, s'articulava com a part de la façana o com una construcció annexa ubicada generalment al fons. Els edificis de propietat horitzontal solen tenir un garatge comú on es pot comprar o llogar una plaça d'estacionament en una planta.
Un dels primers garatges que es va construir va ser el garatge de l'edifici de la Casa Milà, any 1912. Gaudí va preveure un soterrani on s'hi podien guardar fins a deu cotxes. A aquest s'hi accedia per una rampa que baixava del pati per una rampa helicoïdal. Aquesta rampa va ser una idea totalment nova que es va estendre per tot el món.

## Característiques

Mecanismes de portes de garatge

- Entrada: l'entrada a un garatge ha de ser prou gran per a permetre el pas i el maniobrament dels vehicles que es preveu que l'utilitzin. En un garatge d'un edifici residencial petit és normal veure entrades de 2,2 metres d'alçada per 2,4 metres d'amplada. En edificis residencials grans aquestes mesures augmenten. Les portes que s'utilitzen als garatges poden ser enrotllables, corredores o pivotants. Cada cop està més normalitzat l'ús de portes automàtiques per als garatges doncs facilita en gran manera el procés d'obriment i tancament de les portes.[7][8]
- Plaça d'aparcament: La plaça d'aparcament pot ser de 2,5 per 5 metres per a vehicles de mida reduïda i de fins a 20 per 4 metres per a camions o autobusos.
- Elements addicionals: Els garatges poden disposar de ventilació, paviment antilliscant, elements d'extinció d'incendis o il·luminació especial segons els requeriments de cada un.[9]

## Aïllament de garatges residencials
En climes del nord, les temperatures dins d'un garatge residencial adjunt sense aïllament poden disminuir fins a nivells de congelació durant l'hivern. Les temperatures dins d'un garatge adjunt sense aïllament en climes temperats poden assolir nivells incòmodes durant els mesos d'estiu. Les temperatures extremes poden ser una font de malbaratament d'energia i incomoditat a les zones habitables adjacents, a causa de la transferència de calor entre el garatge i aquestes zones. Les cases amb garatge adjunt sovint experimenten aquest problema d'"interfície". Aïllar l'exterior de l'edifici contra els elements sense estendre l'aïllament a la paret que separa el garatge de la casa, i/o a les altres parets i sostre del garatge, pot ser un error costós.

## Garatges moderns

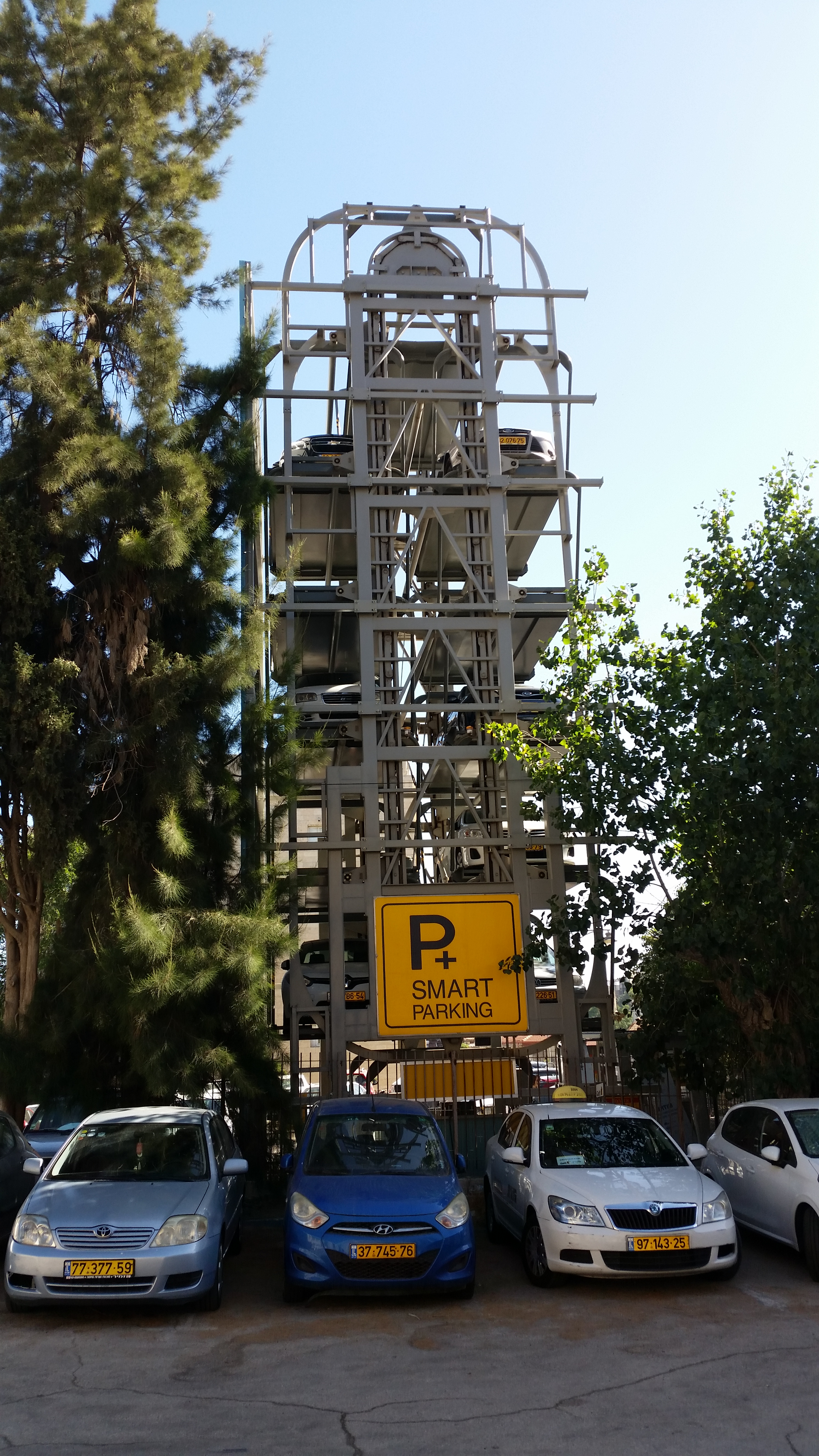
Smart Parking

Actualment els garatges han ampliat el seu ús i es poden fer servir tant per a guardar eines com per a estudi de música (veure Rock de garatge) gràcies a la seva naturalitat polivalent. A part, el seu primer ús de guardar cotxes s'ha ampliat a embarcacions privades o avions i avionetes (veure hangar).
Un dels principals objectius dels nous garatges és el d'aprofitar l'espai, com aconseguir encabir dos cotxes en un garatge en el menor espai possible. Per a aconseguir-ho s'ha buscat alternatives com l'emmagatzematge en altura o automatitzat.

L'evolució dels garatges va lligada a l'evolució dels vehicles que l'han d'utilitzar. A la Unió Europea es demana que hi hagi punts de recàrrega per a vehicles elèctrics i places d'aparcament per a bicicletes com a mesura mediambiental de cara al futur.

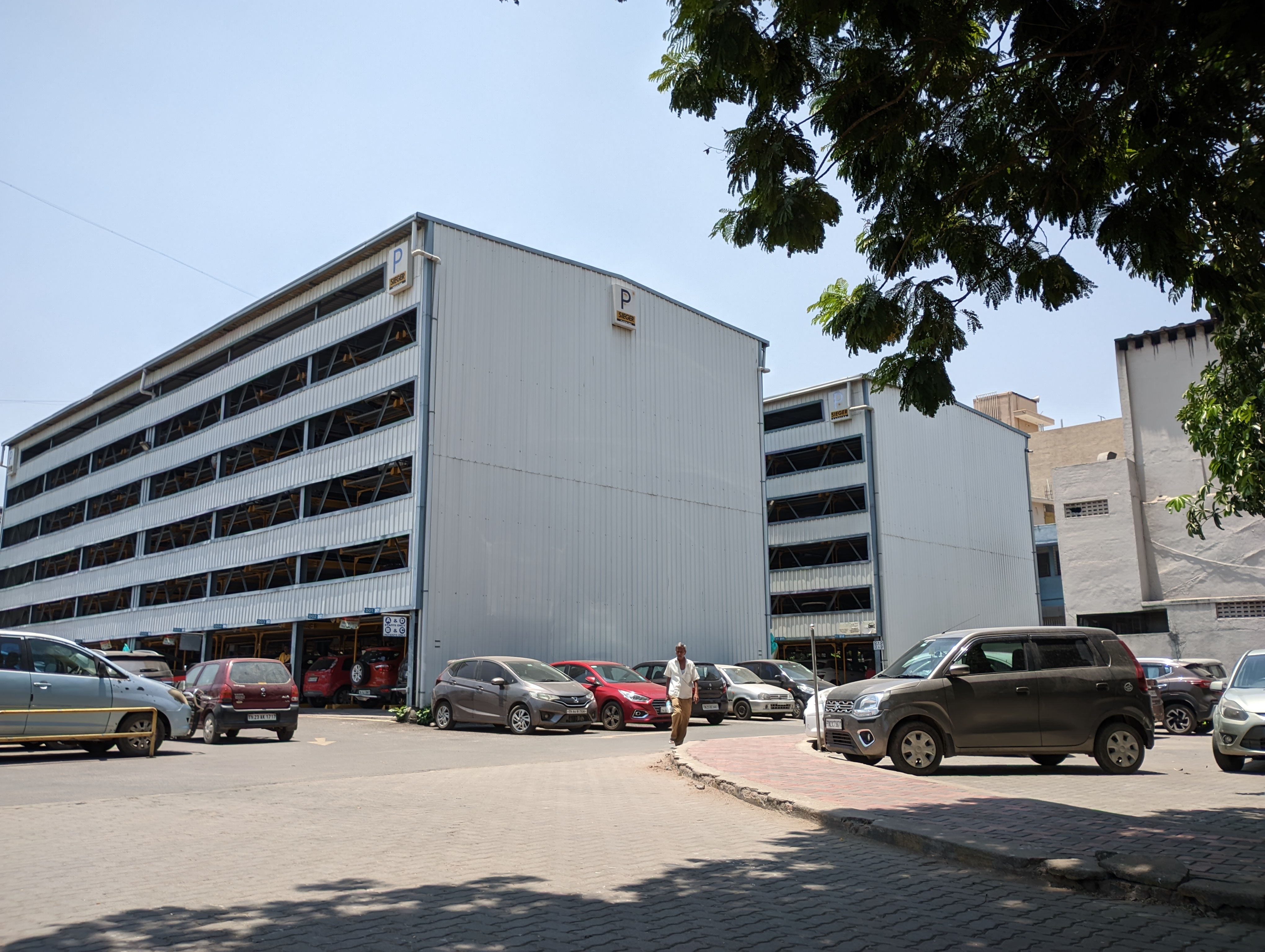
Pàrquing automàtic

## Etimologia
El mot garatge prové del francès garage, que deriva del verb garer (guardar).
La paraula garage, introduïda a l'anglès el 1902, prové de la paraula francesa garer, que significa refugi. El 1908, l'arquitecte Charles Harrison Townsend comentava a la revista The Builder que «per a la llar del cotxe, utilitzem principalment la paraula francesa garage, alternativament amb el que crec que és l'equivalent anglès més desitjable de motor house. Avui dia la paraula és polisèmica perquè pot referir-se tant a un conjunt de vehicles com a l'edifici que els conté.

## Garatges al mon

### A Austràlia
Les cases australianes solen tenir un garatge per a dos, un cotxe i mig o dos cotxes, i algunes cases més noves tenen un garatge triple, amb una porta doble i una porta individual. Abans de la dècada del 1970, la majoria estaven separades de la casa, normalment situades més enrere amb el camí d'entrada que pujava pel costat de la casa, cosa habitual en les cases antigues de tauler de fibra, però no infreqüent en les cases de maó anteriors. Les portes més comunes d'aquests garatges eren dues portes de fusta d'estil graner amb una porta d'accés de mida estàndard al costat del garatge o la porta enrotllable B&D, que es descriu a continuació.
La porta de garatge més comuna fins ara a Austràlia és la B&D Rolla Door, que existeix des del 1956 i encara s'utilitza molt avui dia. Són una porta de xapa d'acer corrugada, flexible però resistent, que llisca per les vies i roda al voltant d'un tambor muntat a sobre de l'obertura de la porta a l'interior del garatge. Aquests vénen en versió manual i elèctrica amb control remot (coneguda com a Control-a-Door), amb kits de conversió disponibles. El bloqueig es proporciona mitjançant un pany de clau al centre de la porta que mou dues barres de bloqueig quadrades corredisses dins i forats de les guies de la porta, bloquejant-la i desbloquejant-la, o mitjançant el bloqueig de solenoide del motor automàtic.
Les cases més noves presenten portes elevadores de panells basculants d'estil americà que llisquen cap amunt sobre una pista al sostre mitjançant un motor i una cadena. Des de finals dels anys setanta, la majoria dels garatges, si no tots, estan adjunts, i durant els anys vuitanta es va fer més comú tenir una porta d'accés a la casa des del garatge on el disseny ho permetia, mentre que ara és habitual. La majoria dels blocs d'apartaments més antics d'Austràlia tenen garatges a la planta baixa accessibles a través d'un passadís comú i portes d'accés, totes elles condueixen a un camí d'entrada comú. Els més nous ara tenen aparcament subterrani.
Austràlia té unes directrius estrictes a l'hora de construir una casa i la mida del garatge ha d'ajustar-se als estàndards australians . La mida mínima per a un garatge individual és de 3,0 m × 5,4 m  i un garatge doble és de 5,4 m × 5,4 m . No obstant això, per encabir còmodament dos cotxes en un garatge doble, és típic tenir una mida de 6,0 m × 6,0 m.

### Al Regne Unit

Porta de garatge basculant

Les cases britàniques amb garatge solen tenir un garatge individual o doble integrat a l'edifici principal, independent dins del terreny (sovint al jardí del darrere) o en una zona comunitària.
Tradicionalment, les portes de garatge eren de fusta, obrint-se com dues fulles o lliscant horitzontalment. Els garatges més nous estan equipats amb portes metàl·liques basculants. Cada cop més, a les cases noves, aquestes portes s'accionen elèctricament.
Normalment, un petit garatge individual britànic fa 2,4 x 4,9 cm, un garatge individual mitjà fa 2,7 x 5,5 cm, i un garatge individual gran fa 3 x 6,1 cm. Els sedans familiars s'han tornat més grans que en el passat, per la qual cosa la mida més gran s'ha convertit en una opció preferida. Un cotxe familiar gran típic com el Ford Mondeo fa uns 4,6 x 1,8 cm, cosa que significa que fins i tot amb el garatge més gran, cal aparcar a un costat per poder obrir la porta del conductor prou per entrar o sortir del vehicle.
En els primers temps de l'automòbil, un garatge tenia un paper important en la protecció del vehicle de les inclemències del temps (sobretot per reduir l'òxid). També era cert que els primers automòbils arrencaven més fàcilment quan eren calents, de manera que guardar-los en un garatge en lloc de fora facilitava posar en marxa el motor al matí. Els automòbils moderns, però, estan molt ben protegits contra l'òxid i els motors moderns arrenquen sense dificultat fins i tot en condicions de molt fred.

###### Història primerenca
El terme comú per a aquestes estructures durant les primeres dècades del segle XX era autocaravana. Molts garatges d'abans de 1914 estaven prefabricats, normalment per empreses com el fabricant de Norwich Boulton & Paul Ltd. L'estil normalment s'ajustava al de la casa i al seu entorn, però eren principalment de fusta i pocs han sobreviscut.
E. Keynes Purchase, "arquitecte honorari" del que es convertiria en el Royal Automobile Club, hi va fer molta feina i va recomanar a The Car Illustrated el 1902 que fossin de construcció de maó amb terra de ciment, un pou d'inspecció, bona il·luminació elèctrica i un sistema de politges per treure peces del cotxe (en els primers temps de l'automobilisme, molts propietaris de cotxes eren entusiastes de la mecànica i l'enginyeria).
L'arquitectura dels garatges va ser ignorada a les revistes d'arquitectura tot i que arquitectes famosos com Edwin Lutyens, Richard Barry Parker i Edgar Wood van dissenyar garatges per als seus clients rics. Charles Harrison Townsend va ser un dels pocs arquitectes que va posar ploma i paper (a The Builder el 1908) sobre el tema i va recomanar que les parets fossin de maó vidriat per facilitar el rentat, les reixes de ventilació fossin baixes (els fums de gasolina són més pesants que l'aire) i els desguassos mig oberts per evitar l'acumulació de gasos.
El 1910 s'utilitzava ferro corrugat i amiant en lloc de fusta i els garatges es van tornar menys imponents. A partir del 1912, es van començar a construir cases de construcció especulativa a Londres amb autocaravanes.

### A Amèrica del Nord

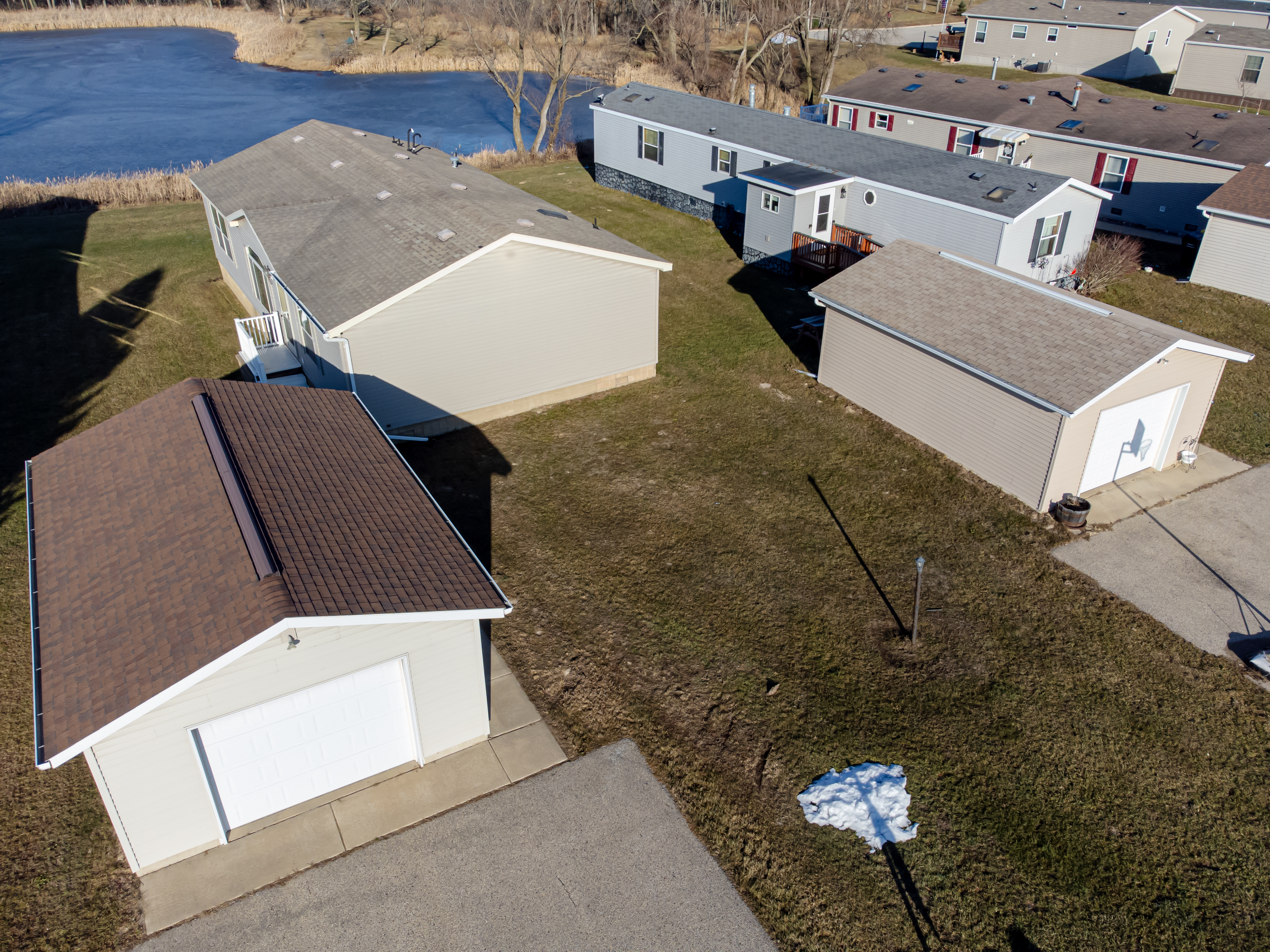
Cases mòbils amb garatges individuals independents

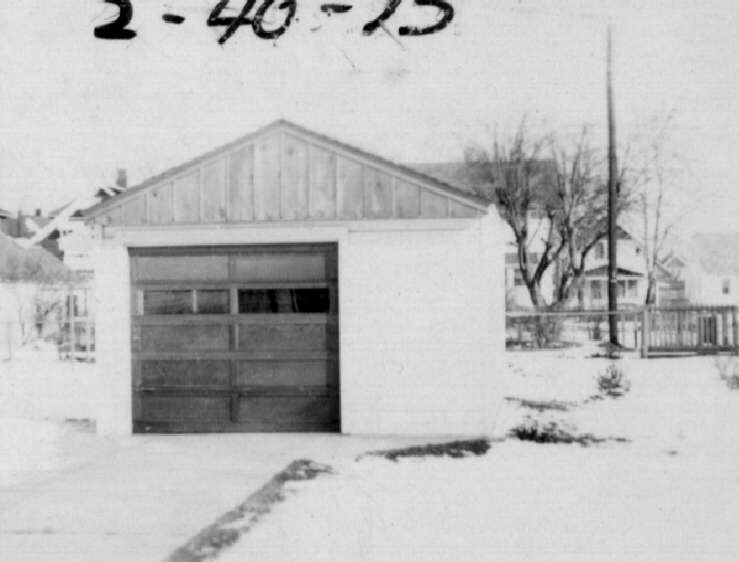
Garatge residencial independent de circa 1955 vist a Toledo, Ohio

Moltes portes de garatge s'obren cap amunt mitjançant un accionament de cadena elèctrica, que sovint es pot controlar automàticament des de l'interior del vehicle del resident amb un petit transmissor de ràdio. Els garatges estan connectats a la carretera més propera amb un camí d'entrada. L'espai interior per a un o dos cotxes és normal, i els garatges construïts després del 1950 solen tenir una porta que connecta el garatge directament amb l'interior de la casa (un "garatge adjunt"). Els garatges anteriors sovint eren independents i estaven situats al pati del darrere de la casa, als quals s'accedia per un llarg camí d'entrada o des d'un carreró.
En el passat, els garatges sovint eren edificis separats de la casa ("garatge independent"). En ocasions, es construïa un garatge amb un apartament a sobre, que es podia llogar. A mesura que els automòbils es van popularitzar, el concepte d'acoblar el garatge directament a la casa es va convertir en una pràctica habitual. Mentre que una persona amb un garatge separat ha de caminar a l'aire lliure en qualsevol tipus de clima, una persona amb un garatge adjunt té una caminada molt més curta dins d'un edifici.
A principis del segle XXI, les empreses van començar a oferir "garatges portàtils" als Estats Units. Normalment, aquests garatges estan fets de metall, fusta o vinil i no es connecten a la casa ni a cap altra estructura, com el garatge construït abans del 1950. Aquests garatges portàtils solen tenir un terra fortament reforçat per allotjar un vehicle pesat. Els garatges també es produeixen com a garatges de tela composta amb marcs metàl·lics que són lleugers i portàtils en comparació amb les estructures tradicionals de garatge de maó i morter o metàl·lics.
Durant els darrers quinze anys, el garatge portàtil ha evolucionat encara més cap a un garatge modular o una estructura parcialment prefabricada. El garatge modular prové d'una fàbrica que el munta en dues seccions i les combina in situ. Els garatges parcialment prefabricats sovint són més grans i fins i tot poden incloure un espai a les golfes o un segon pis. Les seccions del garatge es munten prèviament i després es munten a l'obra al cap d'uns dies. Els Amish s'han convertit en constructors populars de garatges portàtils, modulars i parcialment prefabricats.

###### Mides comunes dels garatges als Estats Units
Les mides dels garatges als Estats Units varien segons el nombre de vehicles que estan dissenyats per allotjar. Tot i que les dimensions poden variar segons les necessitats específiques i els codis de construcció locals, les mides típiques són les següents:
- Garatge per a un cotxe: Normalment de 3,6 a 5,6 metres d'amplada i de 6 a 9 metres de profunditat, amb una superfície total de 23 a 540 metres quadrats.
- Garatge per a dos cotxes: normalment de 6 a 7,3 metres d'amplada, mantenint la mateixa profunditat i cobrint de 35 a 60 metres quadrats.
- Garatge per a tres cotxes: Normalment de 9 a 10 metres d'amplada, proporcionant de 55 a 120 metres quadrats d'espai.
- Garatge per a quatre cotxes: la mida estàndard més gran, que oscil·la entre els 40 i els 48 peus (12-15 m. aprox) d'amplada, amb una superfície total de 800 a 1.600 peus quadrats (250-488 m aprox).

Aquestes dimensions ofereixen prou espai no només per a vehicles, sinó també per a emmagatzematge i accessibilitat. Les mides dels garatges poden variar segons les preferències de disseny, els tipus de vehicles i els requisits d'espai addicionals.

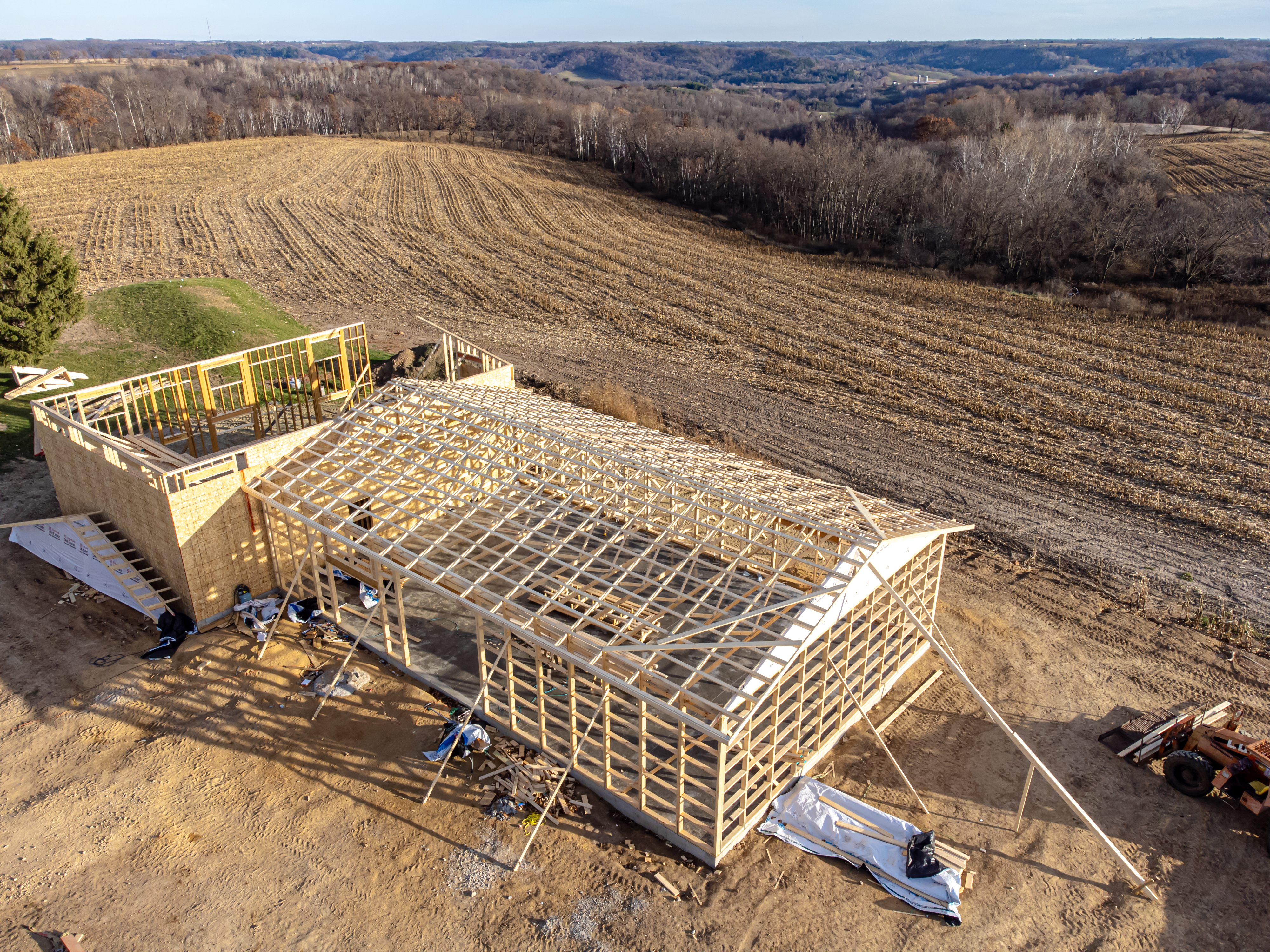
Garatge amb entramat de columna adossat a una casa de fusta tradicional

###### Garatges amb marc de posts
Sovint en entorns més rurals, els garatges independents amb estructura de pilars s'utilitzen per emmagatzemar equips agrícoles i de taller i poden ser magatzems frigorífics o aïllats per a emmagatzematge en calent.

###### Garatges destacats
Els primers garatges privats planificats van aparèixer molt abans del 1900. Els primers exemples de garatges públics planificats van aparèixer al mateix temps. El primer aparcament públic registrat als Estats Units (Electric Vehicle Company Garage, Chicago) es va construir el 1898, al Regne Unit (Christal Palace Garage, Londres) el 1900 i a Alemanya (Großgarage der Automüller GmbH, Berlin-Wilmersdorf) el 1901.

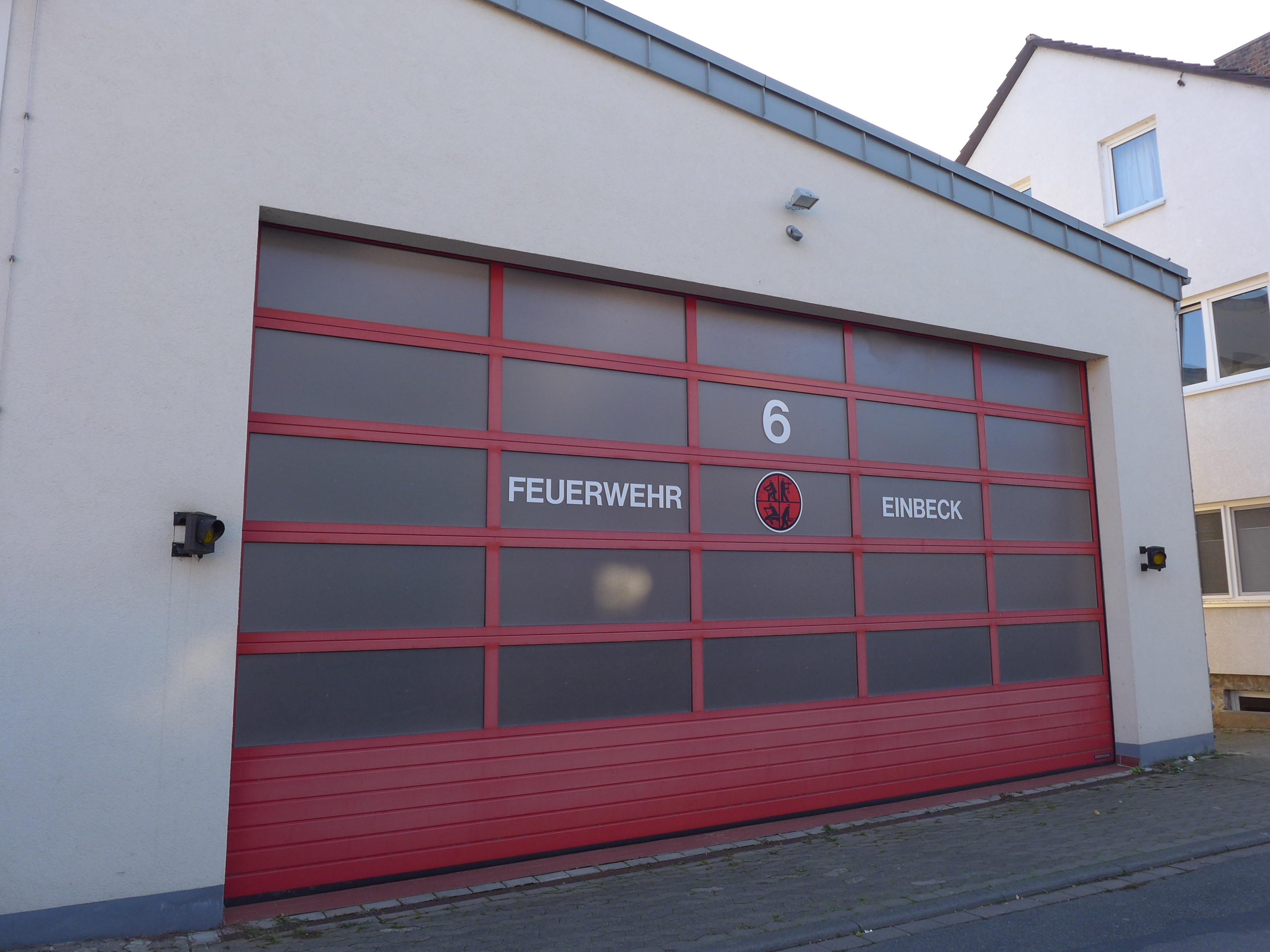
Porta de garatge de bombers

Possiblement el garatge més antic que existeix al Regne Unit es troba a Southport, Lancashire. Va ser la primera autocaravana o garatge que va aparèixer en una revista automobilística anglesa i va aparèixer a The Autocar del 7 d'octubre de 1899. Era propietat del Dr. WW Barratt, un metge local i pioner de l'automobilisme, i va ser dissenyat especialment per a casa seva al número 29 de Park Crescent, Hesketh Park. Un edifici de dues plantes que combinava amb l'estil de la casa; el garatge de la planta baixa tenia terra de formigó, calefacció, il·luminació elèctrica, un fossat per a motors i estava totalment equipat. La casa de campaments ara és d'ús residencial.
Un dels garatges privats més antics que es conserven a Alemanya avui dia és l'Automobil-Remise (cotxera per a carruatges) de Villa Esche, acabada el 1903 per Henry van de Velde a Chemnitz. Carl Benz, l'inventor de l'automòbil, es va fer construir una torre el 1910; a la primera planta hi havia una sala d'estudi i a la planta baixa un aparcament. Encara existeix a Ladenburg, Alemanya.

## Cotxeres
Els garatges dels Estats Units i el Canadà que s'utilitzen per emmagatzemar tramvies i autobusos sovint s'anomenen cotxeres o graners. Aquestes instal·lacions d'emmagatzematge són estructures metàl·liques o de maó que s'utilitzen per emmagatzemar tramvies o autobusos lluny dels elements. A Gran Bretanya es coneixen com a cotxeres d'autobusos o dipòsits.

## Garatges notables
A Catalunya hi ha diversos garatges que formen part de l'Inventari del Patrimoni Arquitectònic de Catalunya pel seu caràcter arquitectònic. Alguns dels garatges són:
| Nom                                   | Localització              | Protecció                                  | Estil                | Imatge |
| ------------------------------------- | ------------------------- | ------------------------------------------ | -------------------- | ------ |
| Garatges de la Hispano Igualadina     | Igualada                  | BCIL                                       | Modernisme           |        |
| Garatge Hispano Igualadina (Guissona) | Guissona                  | Bé integrant del patrimoni cultural català | Arquitectura popular |        |
| Garatge d'en Fatjó                    | Ripollet                  | Bé integrant del patrimoni cultural català | Noucentisme          |        |
| Garatge Oliveras                      | L'Hospitalet de Llobregat | BCIL                                       | Racionalisme         |        |
| Garatge de Can Boada                  | Llagostera                | Sense proteccions                          | Modernisme           |        |
| Garatge Catasús                       | Girona                    | Sense proteccions                          | Darreres tendències  | -      |
| Garatge Forné                         | Girona                    | Sense proteccions                          | Darreres tendències  |        |

## Galeria d'imatges

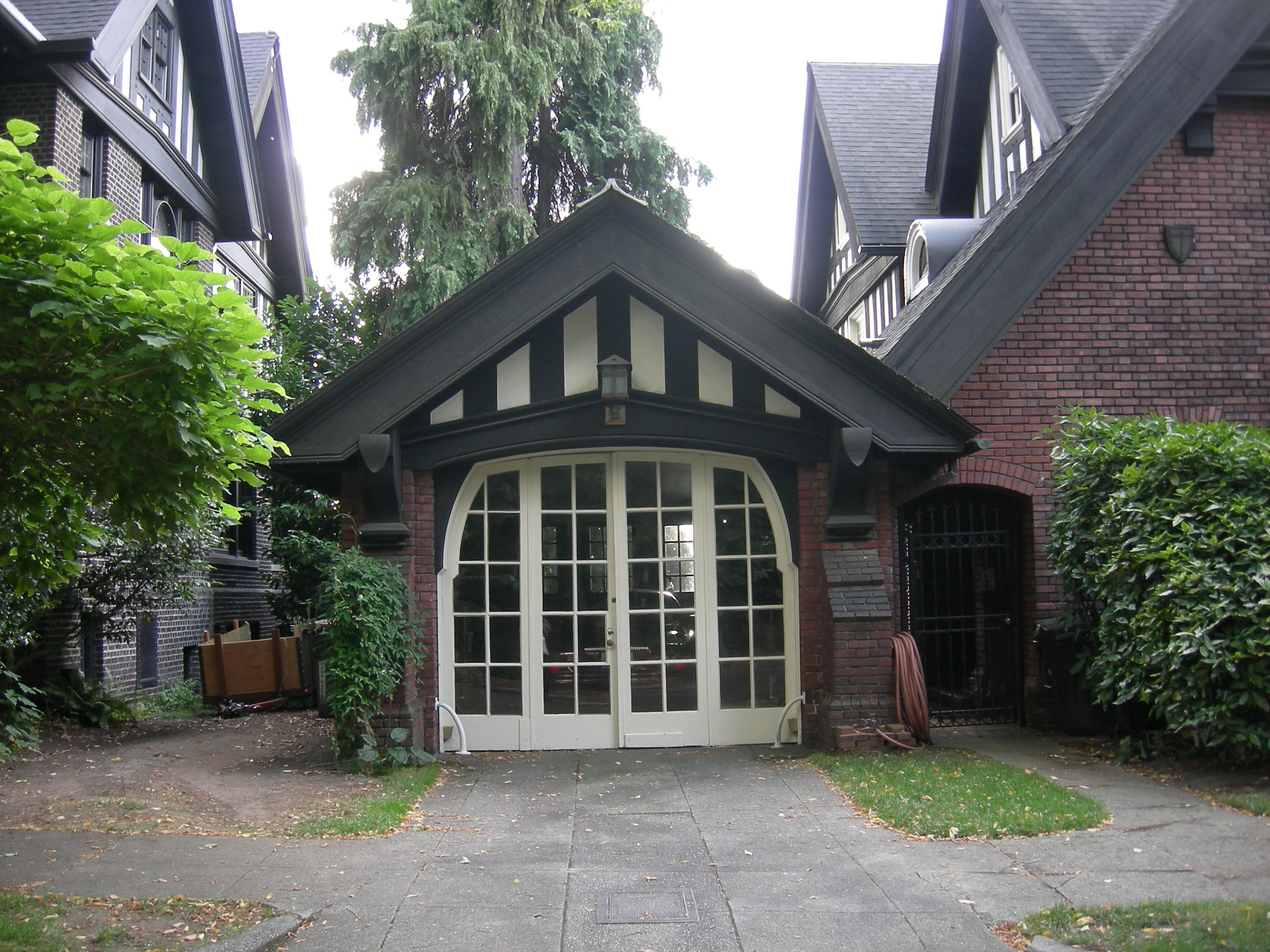
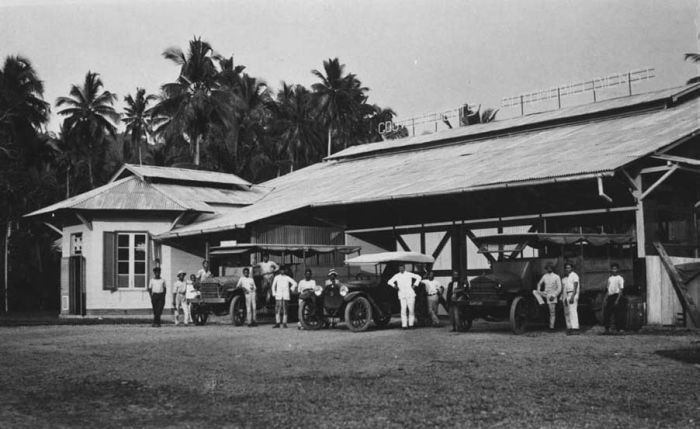
1919
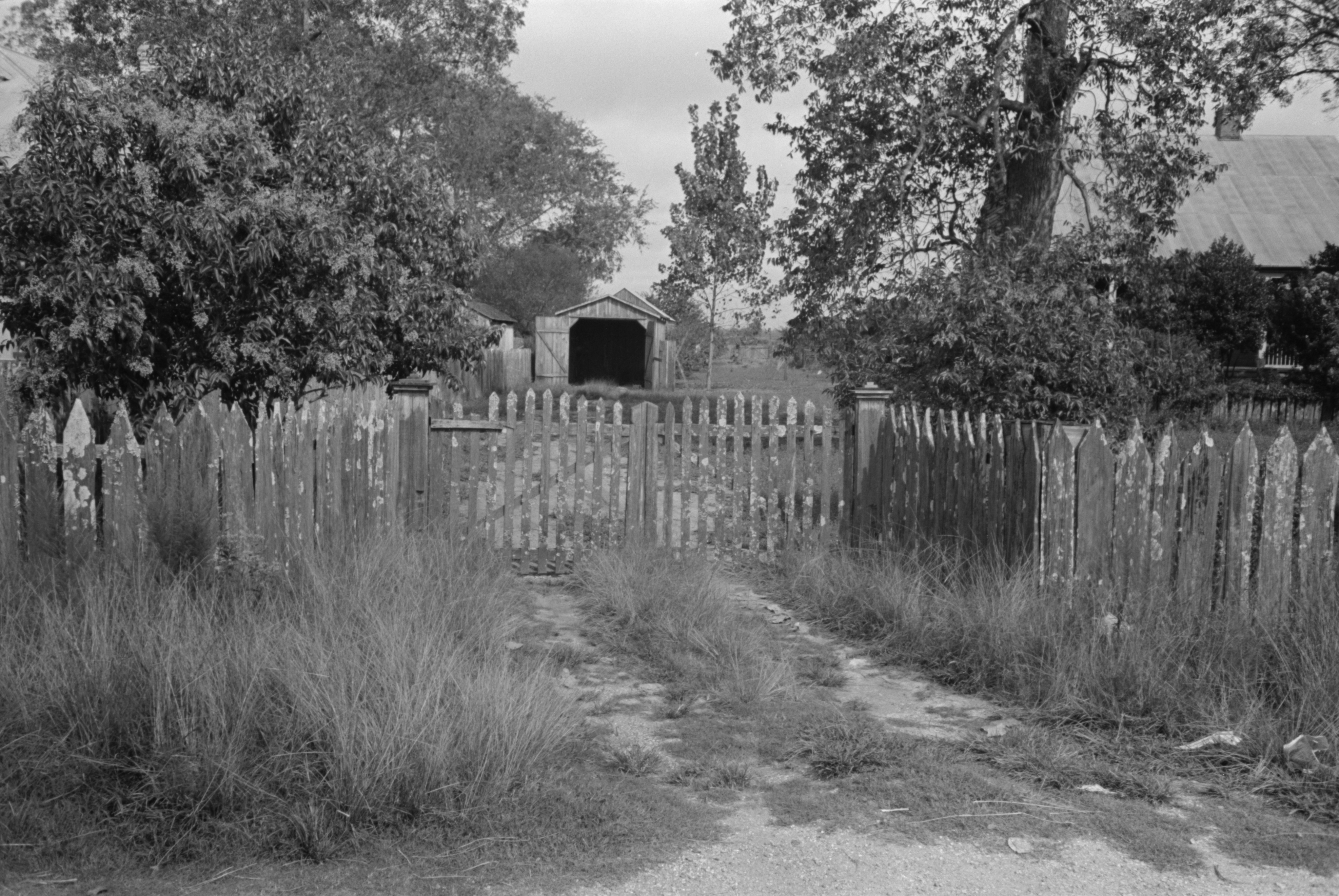
1938
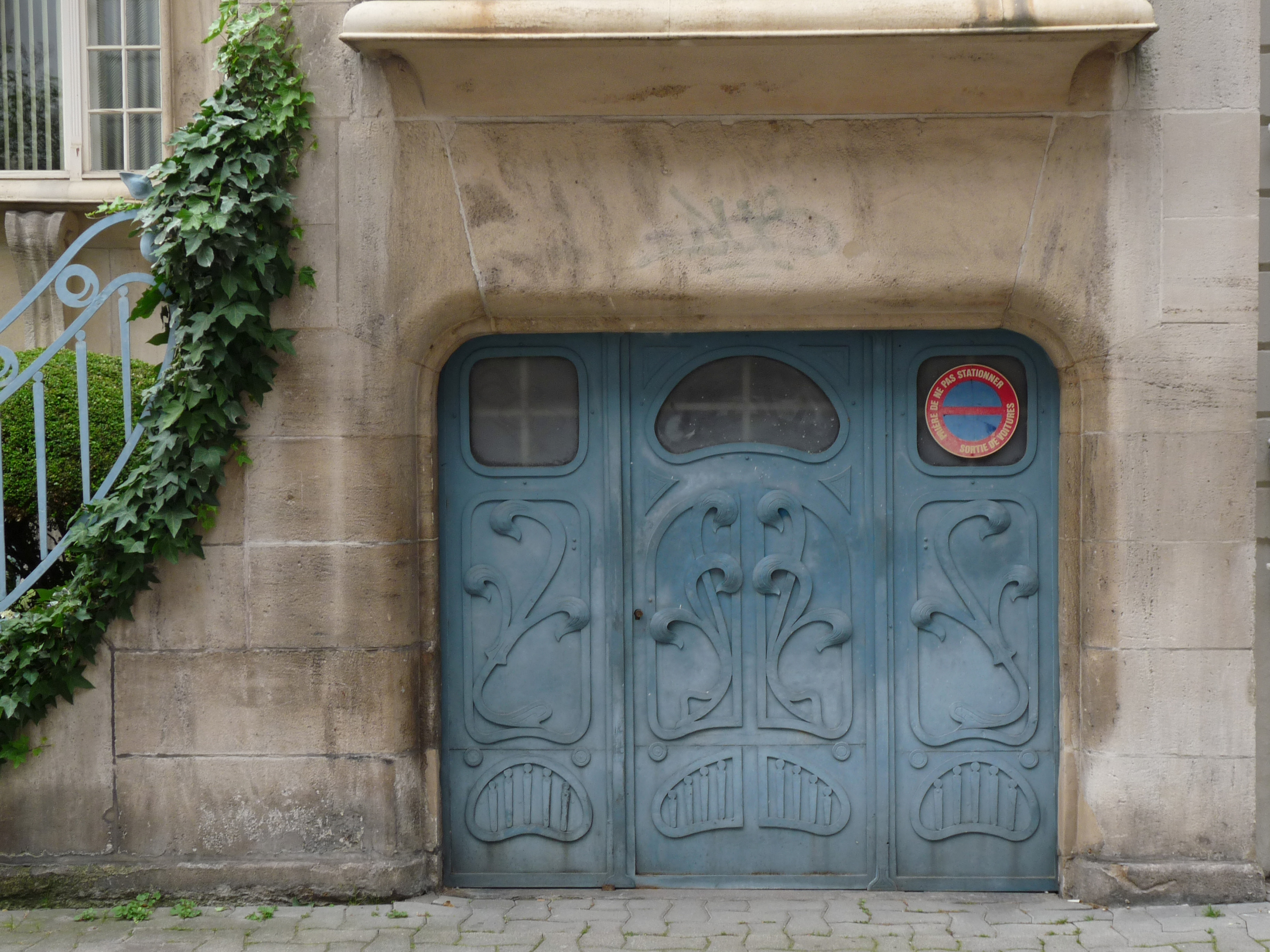
Garatge de l'Hôtel Brion (1904)
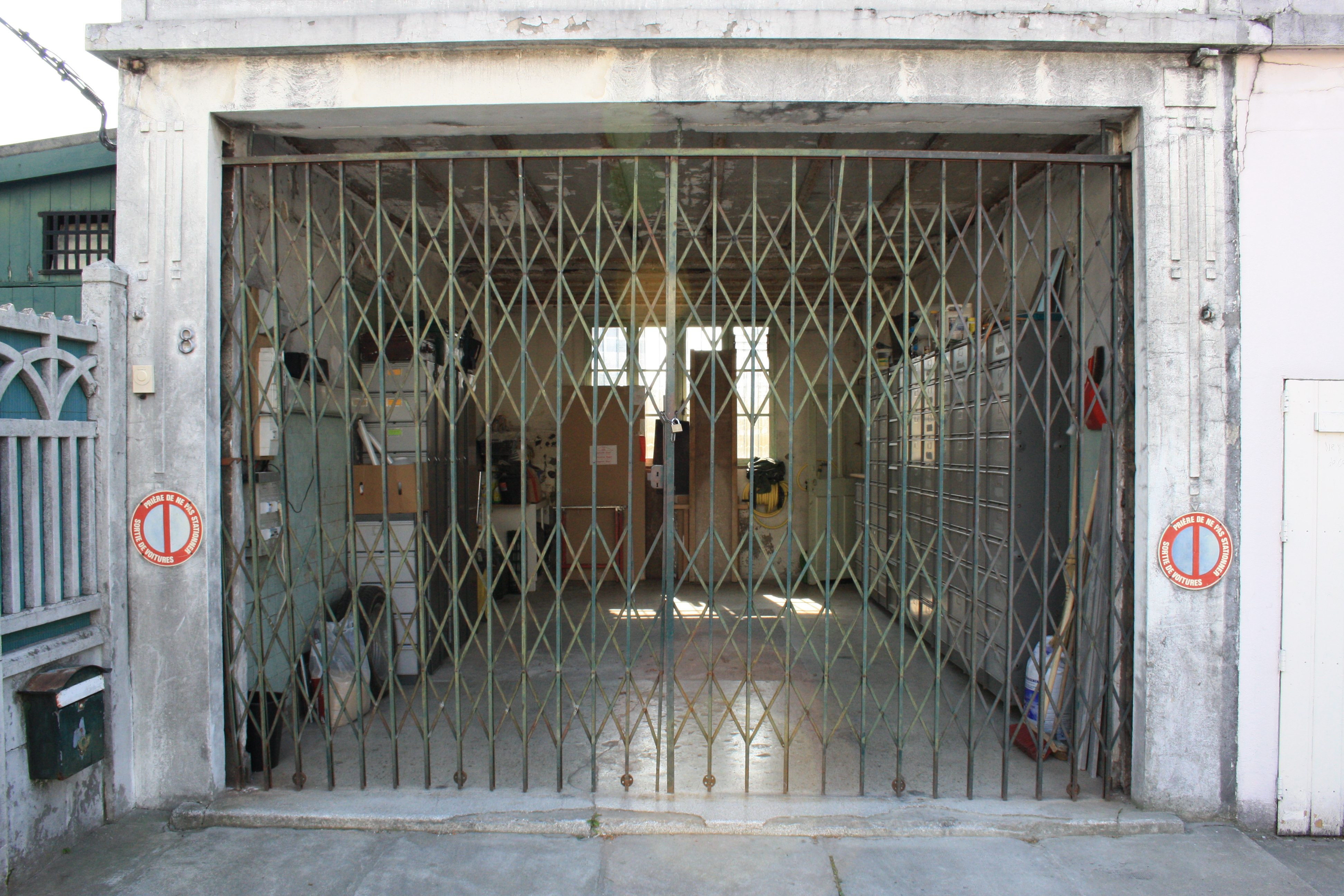
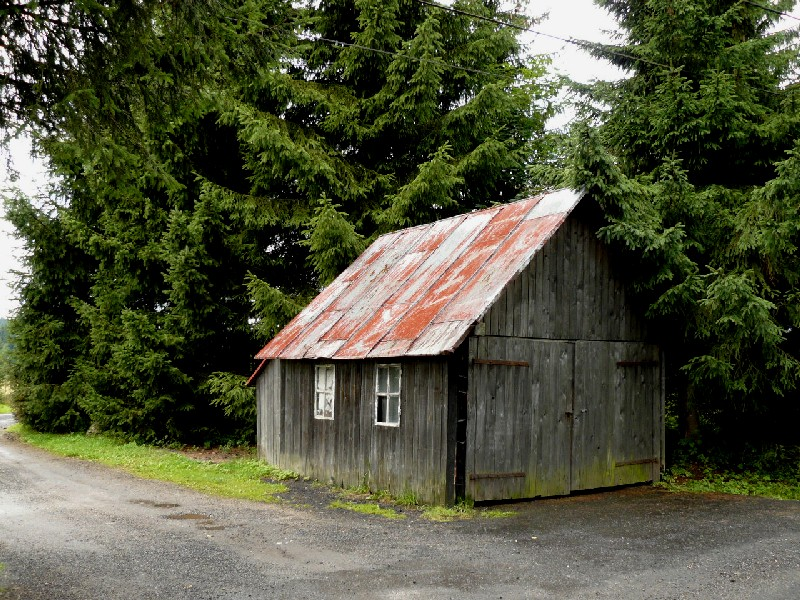
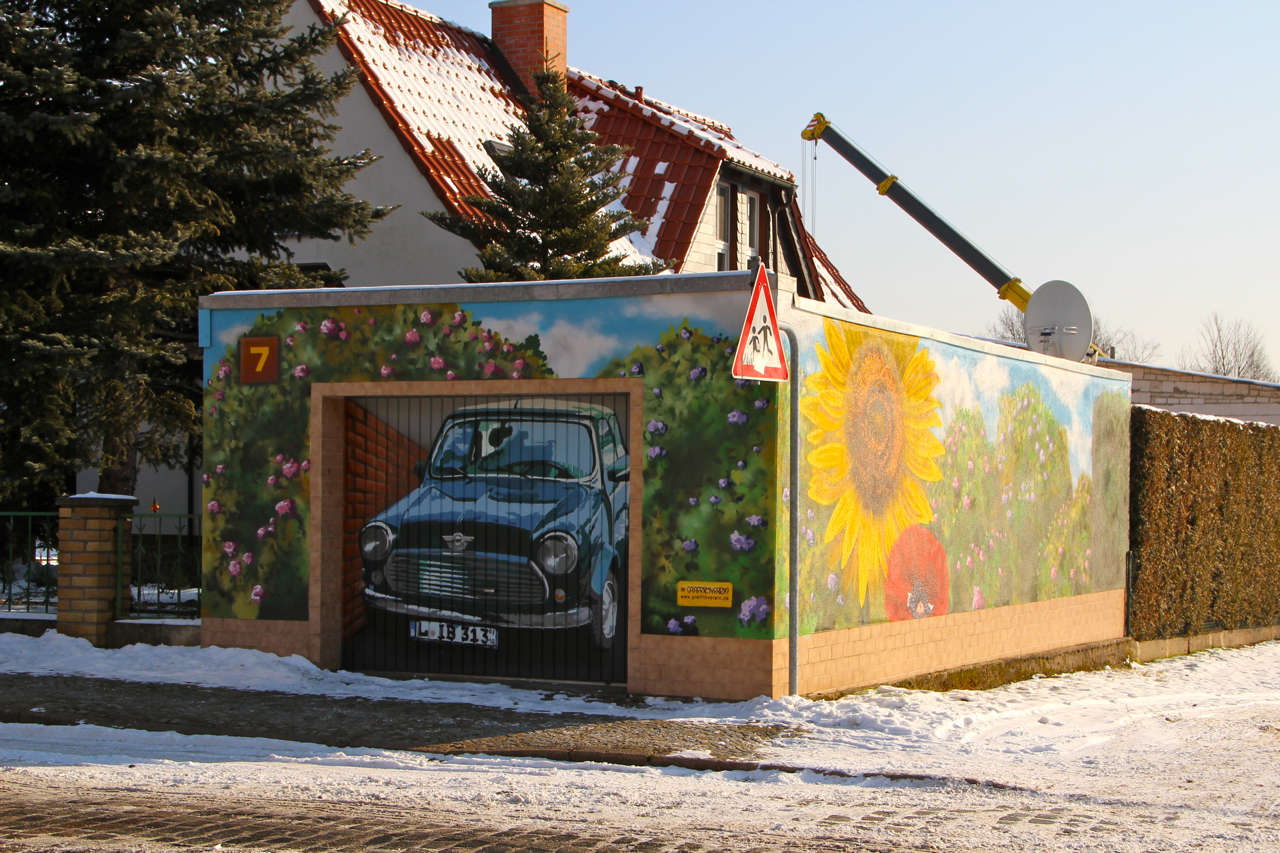
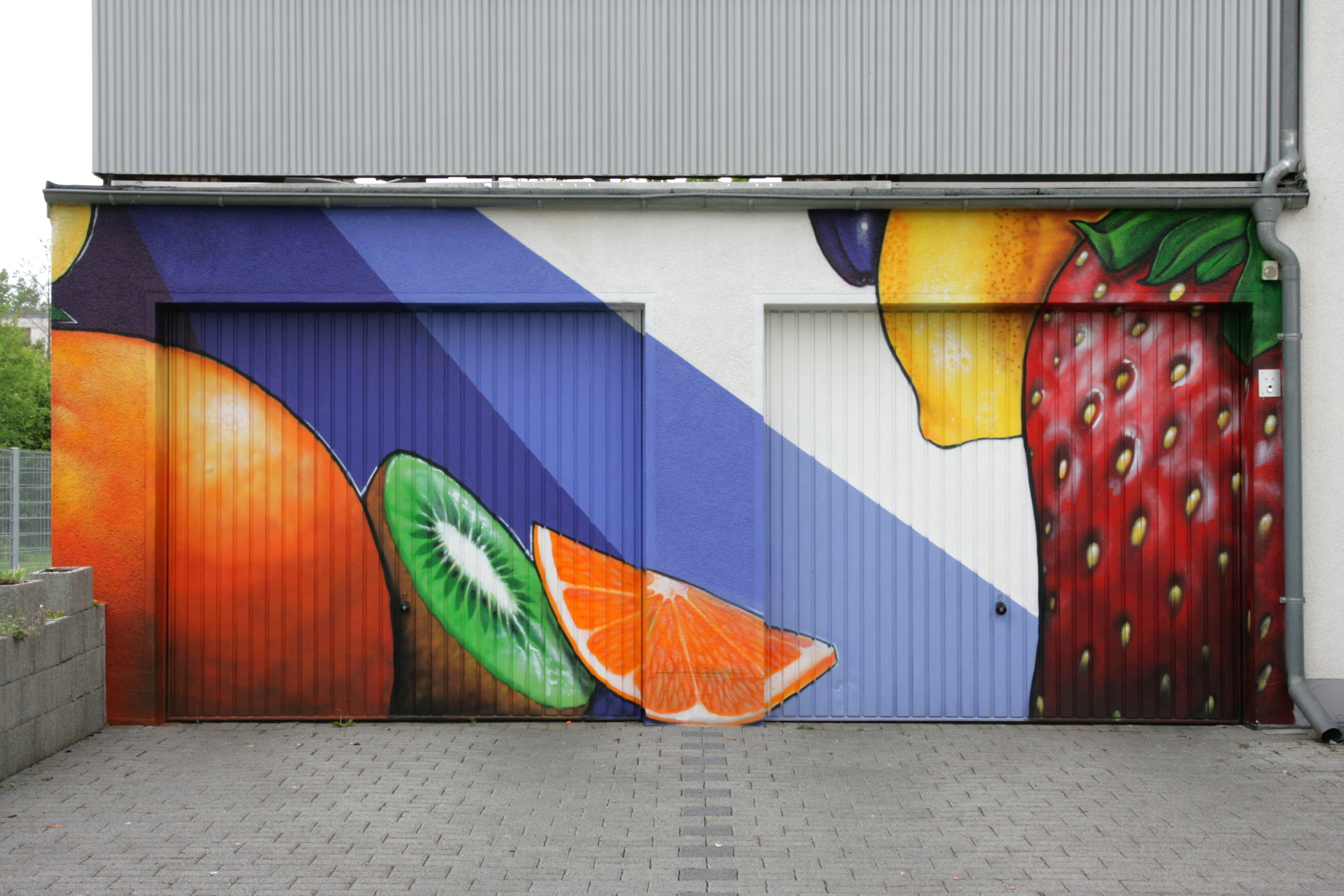
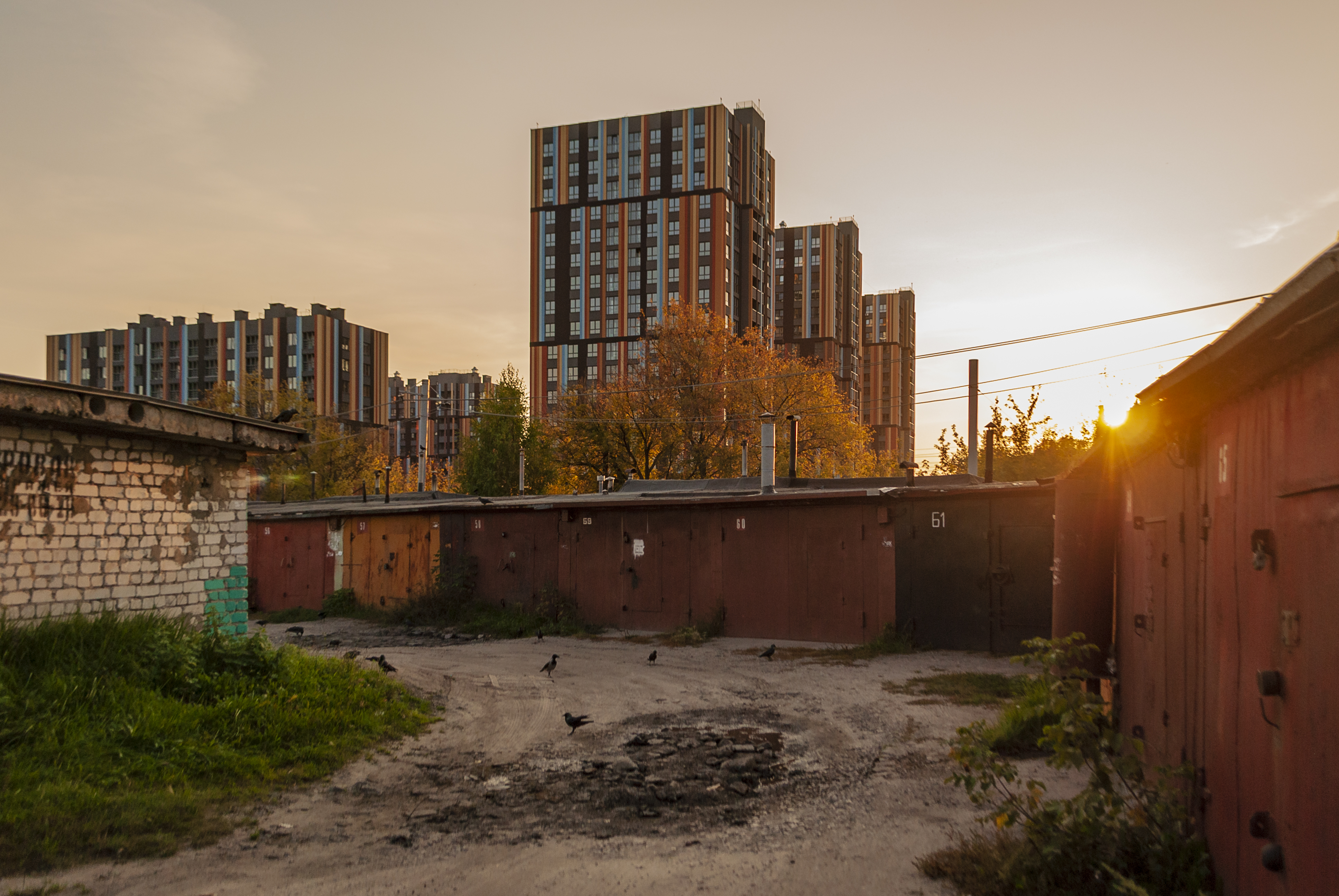
Garatges a Nijni Nóvgorod
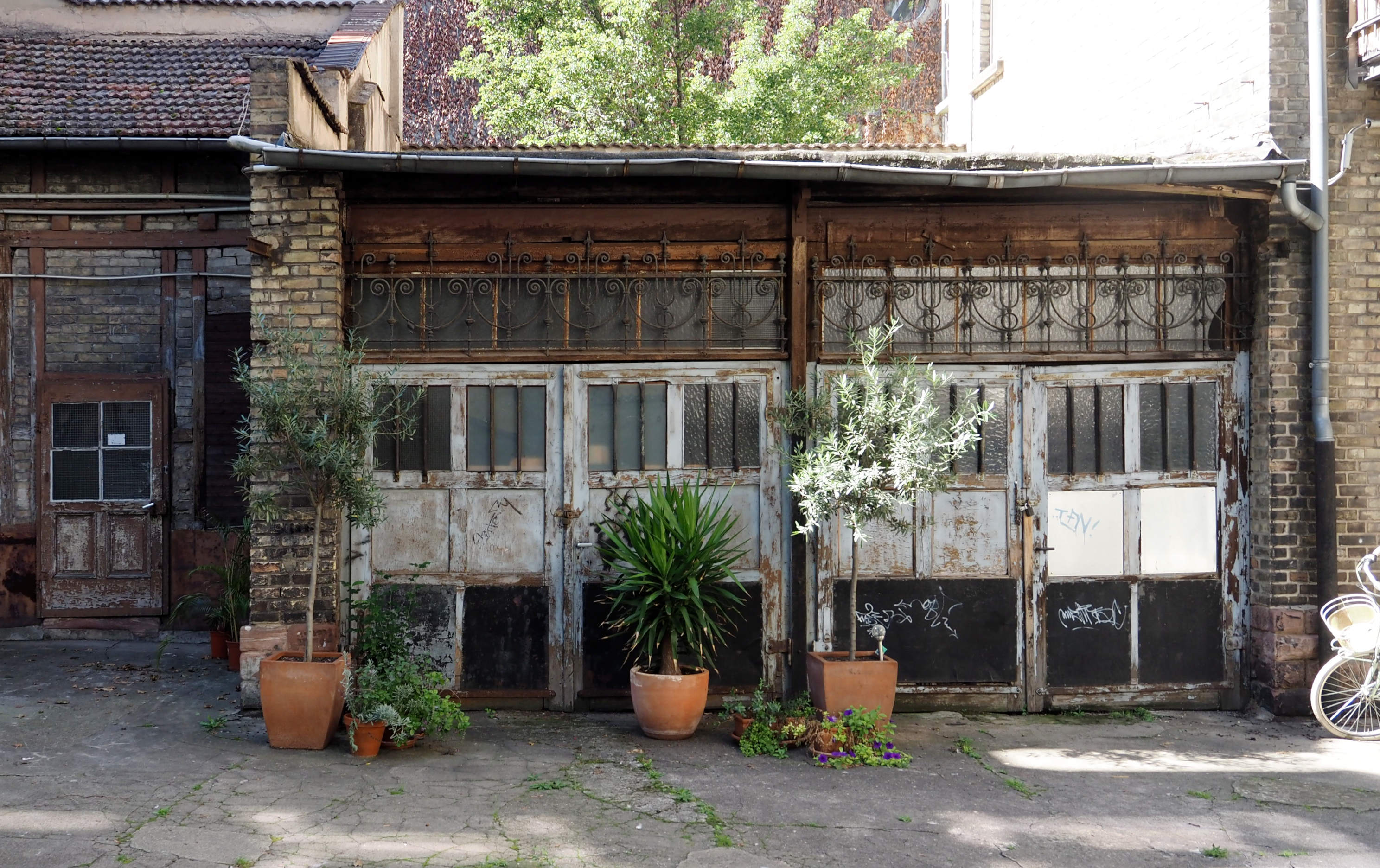
Garatges antics a Mannheim